# Boina
La boina és una lligadura rodona, sense visera, d'una sola peça, usualment de llana i tradicionalment de color negre. Normalment s'ajusta força al cap i cobreix exclusivament el cuir cabellut, de manera que deixa molt poc d'espai, no pas més de dos centímetres, entre la superfície interior i el cuir cabellut.

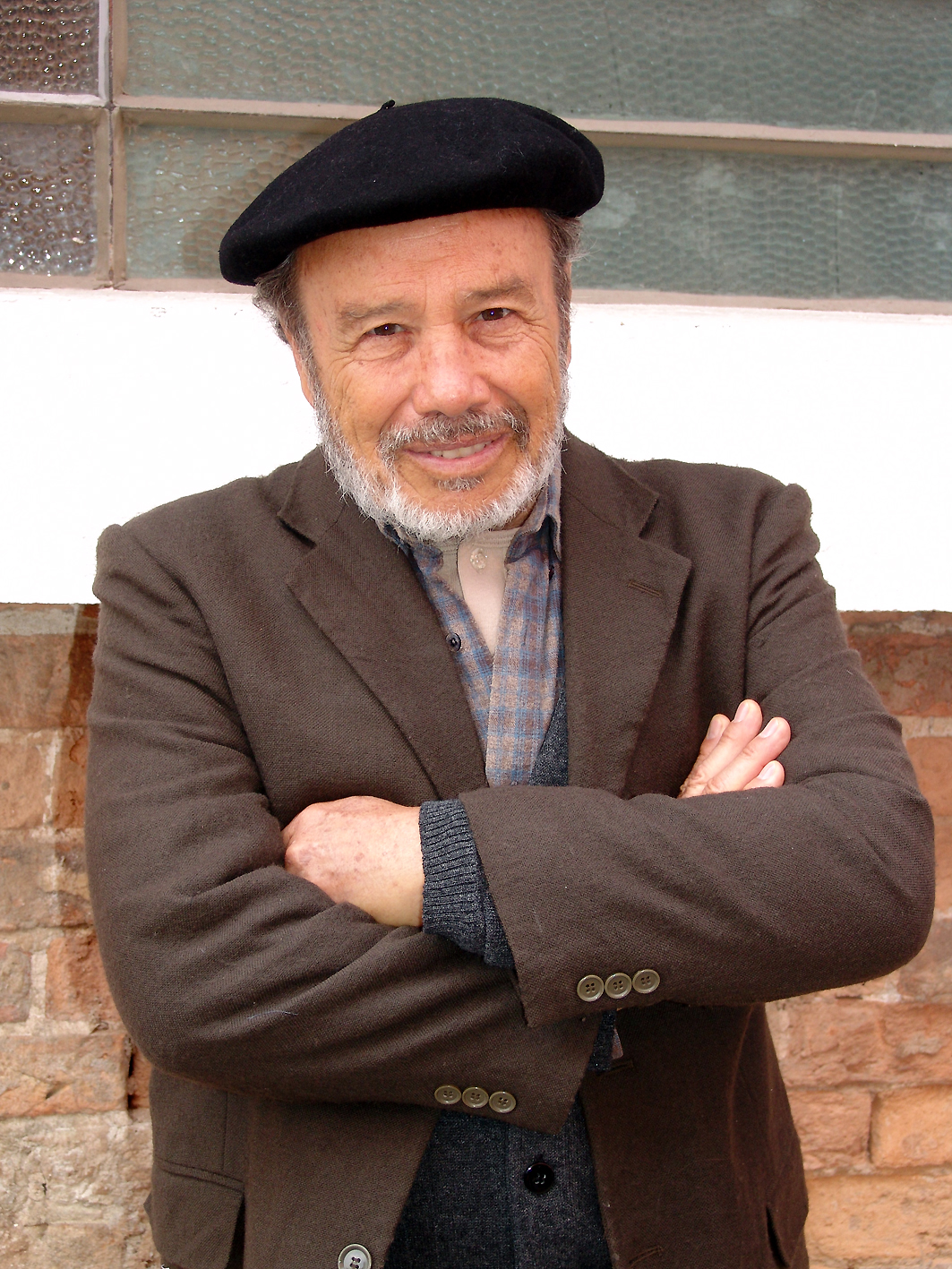
Home amb la boina clàssica
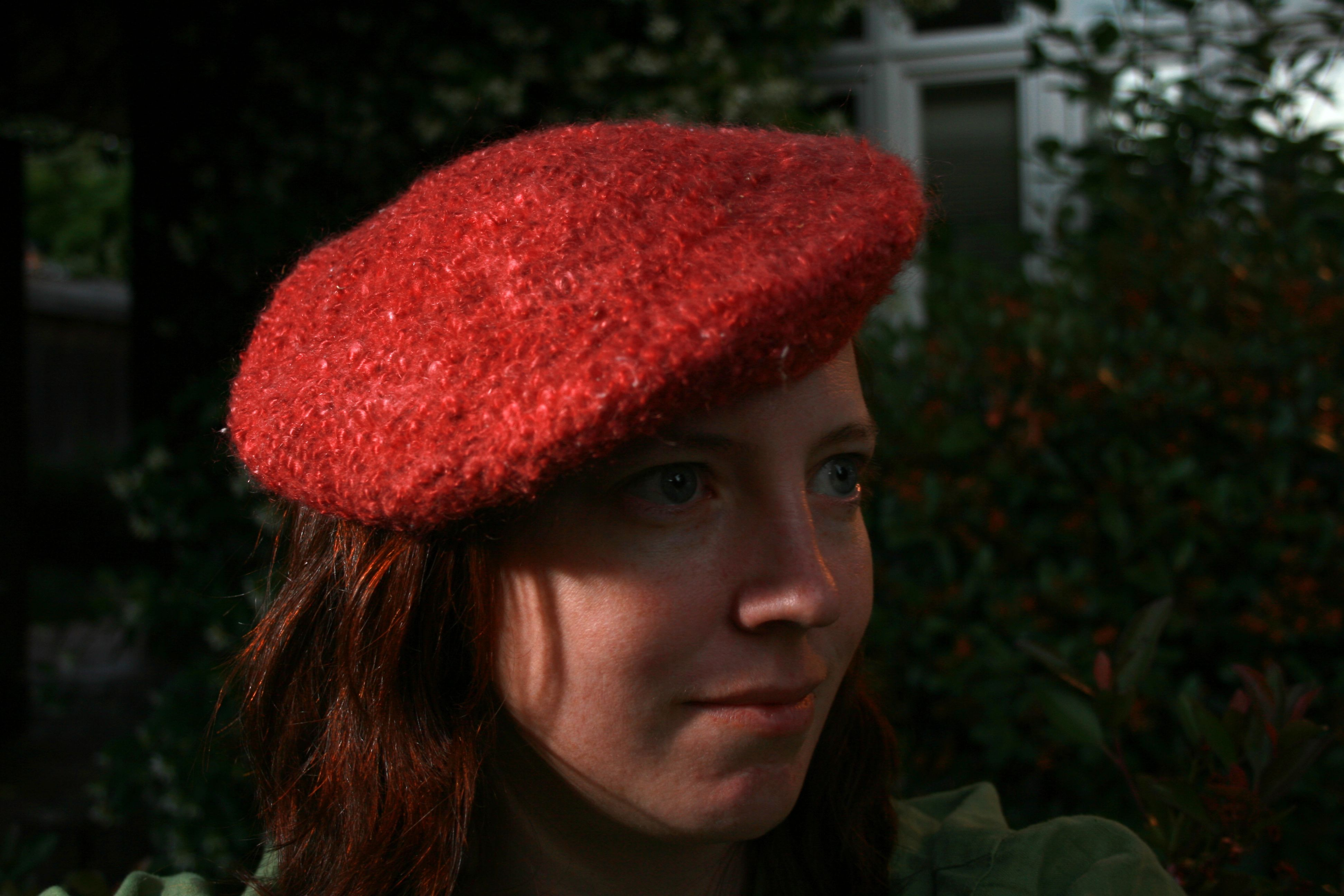
Dona amb boina de punt
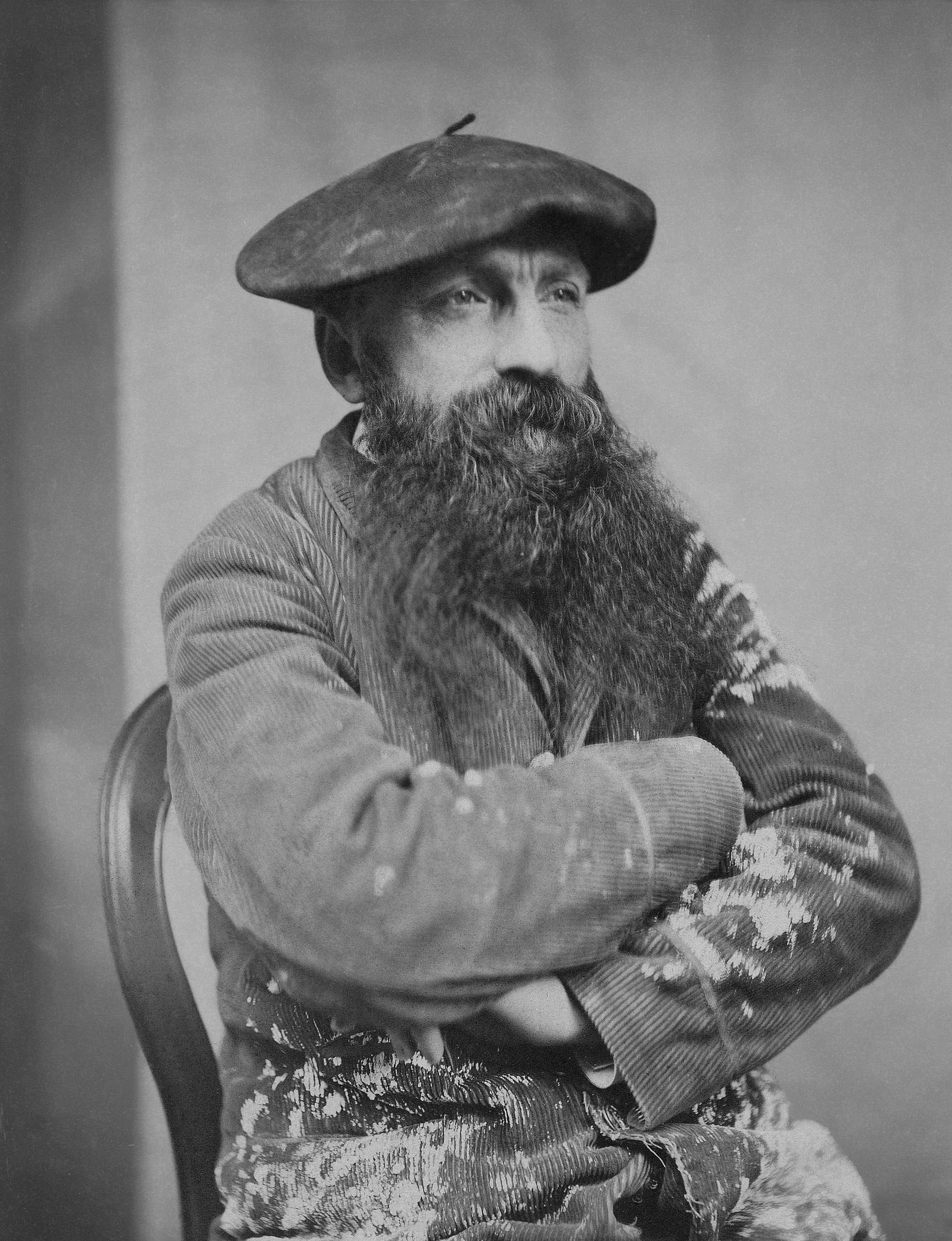
La boina com a lligadura d'artista: Auguste Rodin
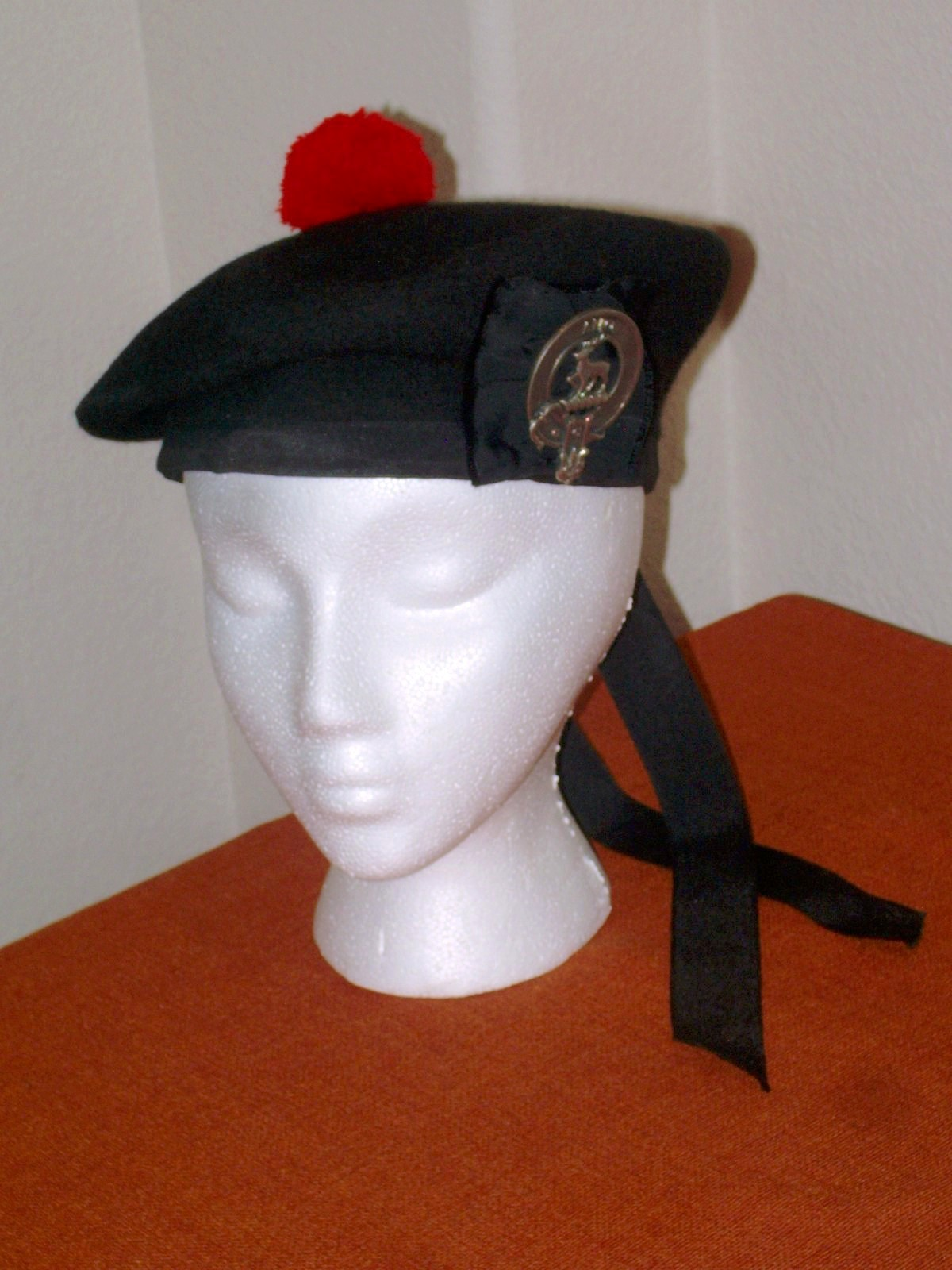
Boina escocesa balmoral
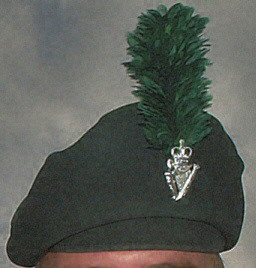
Boina irlandesa cáibín

## Origen i denominació
Antiga de segles, aquesta lligadura sembla ésser d'origen pirinenc, bé basc, bé occità (bearnès). El nom que duu en català, boina, pres de l'espanyol i compartit amb el portuguès, té etimologia incerta: sembla procedir del baix llatí abonnis passant per corrupció eusquèrica. El nom occità, berret, és –mitjançant el francès béret– l'ètim de les formes usades en la majoria de llengües, incloent-hi el romanès beretă, l'anglès beret, l'alemany Barett i el rus beret (берет). L'atribució d'origen basc és a l'arrel del nom italià d'aquesta lligadura, basco, i també del romanès bască i de l'alemany Baskenmütze.

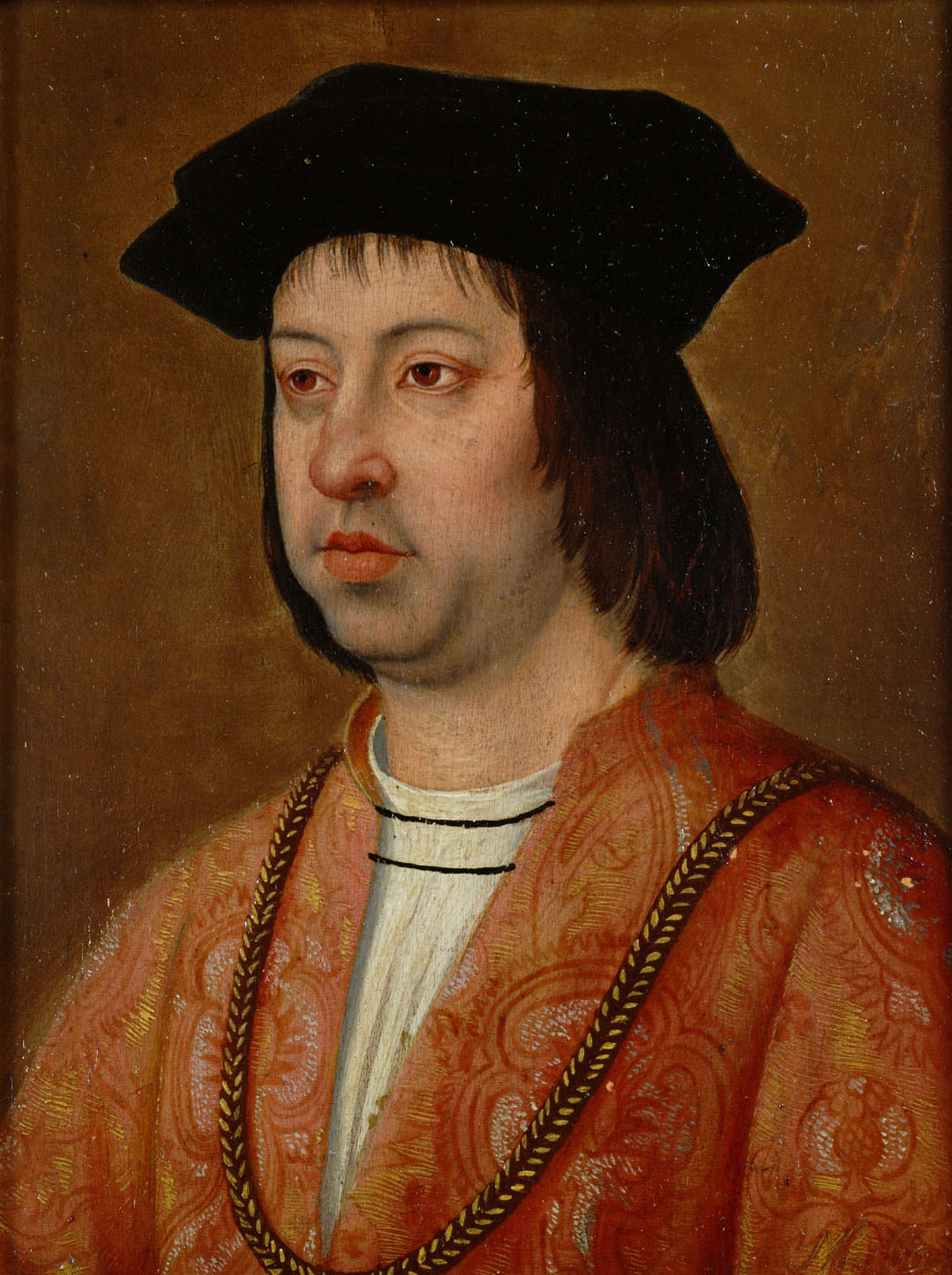
Ferran II de Catalunya-Aragó amb boina

## Història
Durant els segles XV i XVI una lligadura afí a la boina fou molt popular entre les classes altes de l'Europa Occidental. No és clar si existeix relació entre aquesta lligadura cinccentista i la boina pròpiament dita, que podria ser-ne l'adaptació popular.
Fins a dates molt recents, la boina era la lligadura masculina habitual dels medis rurals, tant a Euskadi (la popular txapela) com a la major part de l'Europa romànica. En les darreres dècades el seu ús civil ha sofert una ràpida decadència; en part, a causa de la desafecció general envers les lligadures; però també, específicament, a causa de les connotacions de ruralitat, vellúria i endarreriment que se li havien atribuït, tot just en una societat en ràpida urbanització i plena d'ànsies de modernitat. En un cert grau, la boina resisteix més bé a Euskadi, on és percebuda com a símbol nacional.

## Elbalmorali elcáibín
El balmoral escocès, d'ús tant civil com militar d'ençà del segle xvii, és afí a la boina (si no n'és una variant), tot i que sovint és considerat una altra mena de lligadura, a causa del seu origen independent de la versió continental (potser foren evolucions paral·leles a partir de la lligadura cinccentista referida més amunt). El tam o' shanter és una versió informal del balmoral sorgida al darrer quart del segle xix i d'ús militar des del 1915. Tant el balmoral com el tam o' shanter s'ornen de burla i de cintes posteriors i poden presentar banda escacada amb tartà.
Un altre cas de boina amb connotacions ètniques, i també d'ús civil i militar, és el cáibín irlandès (adaptat a l'anglès com a caubeen), que data del segle xix.

## La boina com a article de moda
El vell estigma de ruralitat no obsta perquè, d'altra banda, la boina formi part de la indumentària bohèmia més típica, potser a causa del seu ús entre pintors parisencs de la Belle époque. També és un element de la iconografia contestatària, arran de l'ús que en feu Che Guevara, metonímia, de fet, de tanta guerrilla revolucionària com ha combatut amb boina.
Si bé històricament la boina ha estat lligadura privativament masculina, avui dia és considerada una opció chic com a lligadura femenina, amb un matís d'elegància informal; això prové de la França d'entreguerres, quan es posà de moda entre dones del món de l'espectacle.

## La boina com a peça d'uniforme
En el període d'entreguerres, i durant la Segona Guerra Mundial, la boina fou usada com a uniforme d'organitzacions d'extrema dreta, com, per exemple, la Milice française (1943-1944). El 1937 la boina roja del carlisme, present de feia més d'un segle, símbol propi dels carlins i del tradicionalisme espanyol, fou presa pel franquisme com a lligadura dels uniformes del partit únic del règim, Falange Española Tradicionalista y de las JONS (1937-1977).
La relativa decadència de la boina en l'ús civil contrasta amb l'èxit que té aquesta lligadura entre els militars.

## Ús militar

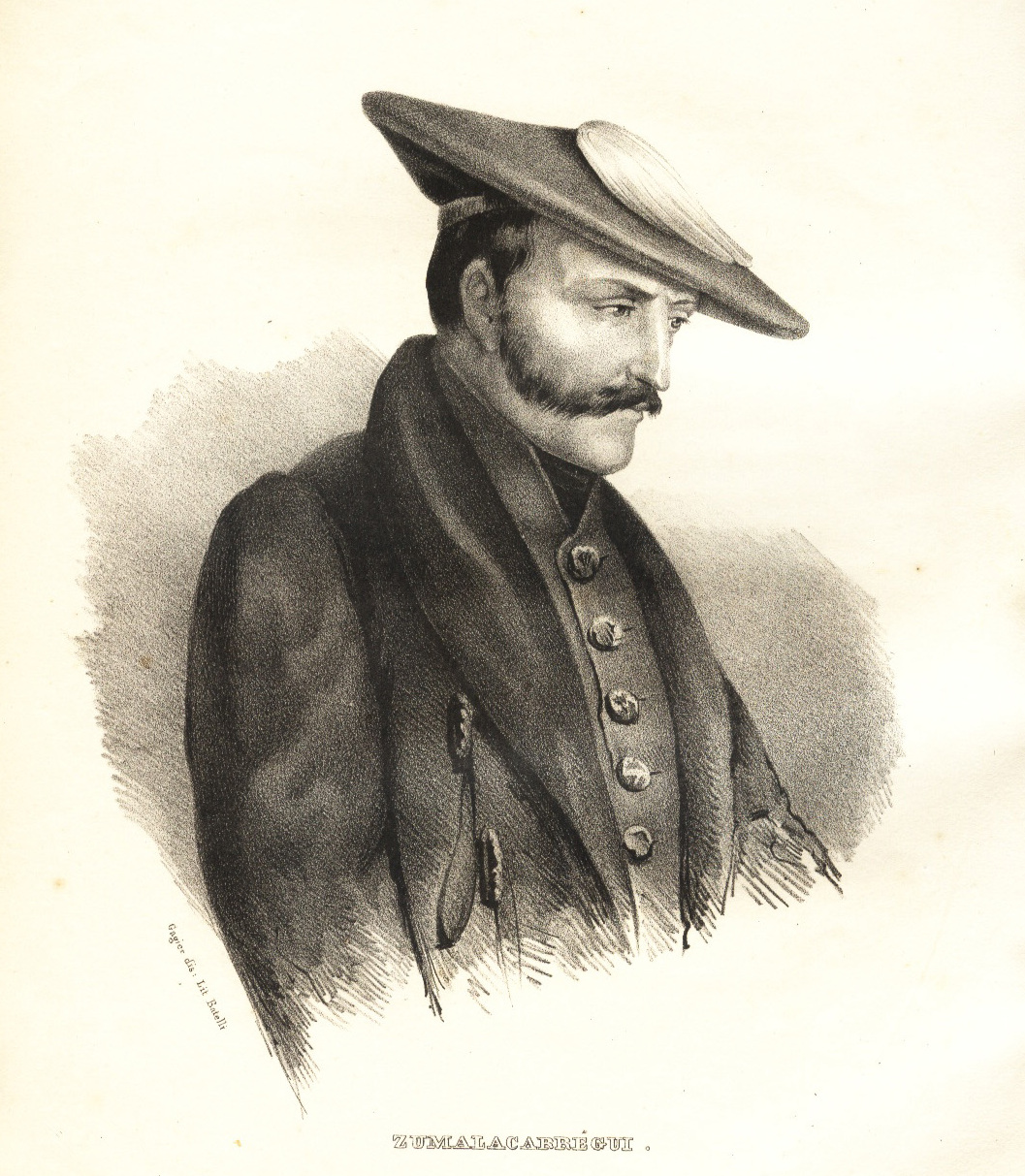
Zumalacárregui amb la típica boina carlina
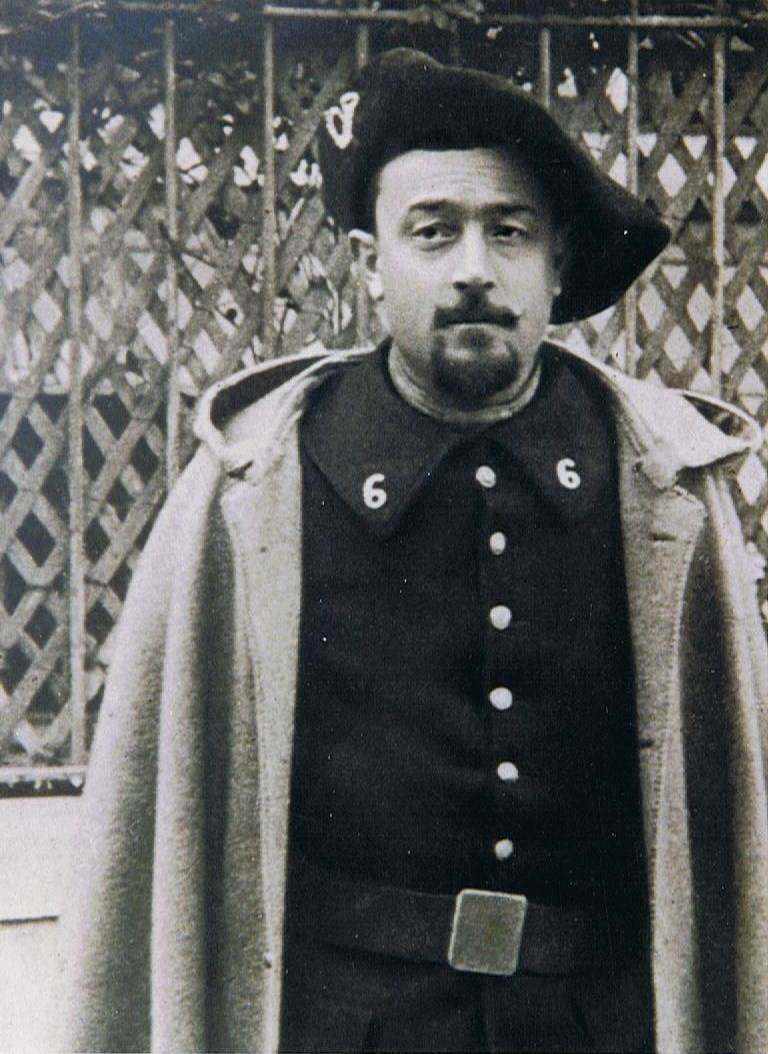
Chasseur alpin (1915) amb la boina (tarte) característica
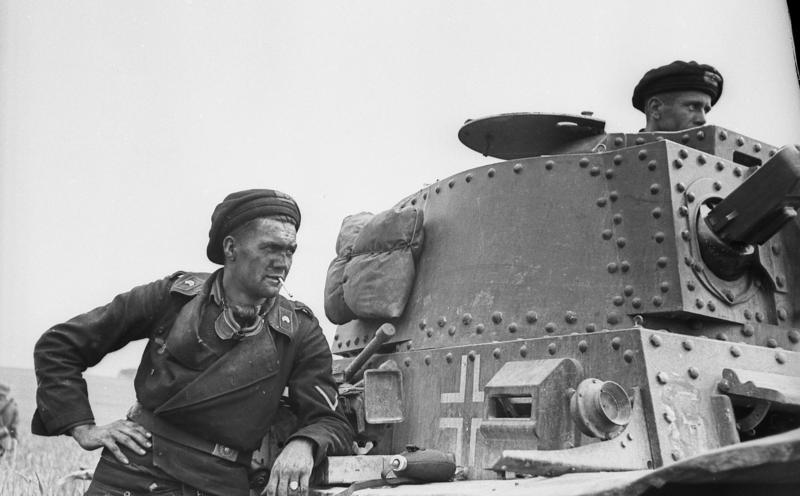
Tanquistes alemanys (1940) amb la boina (Schutzmütze) model 1934
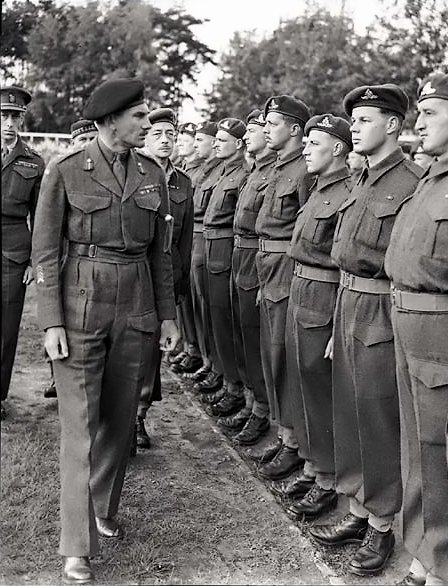
Revista de tropes canadenques (1945) en battledress model 1938 i boina
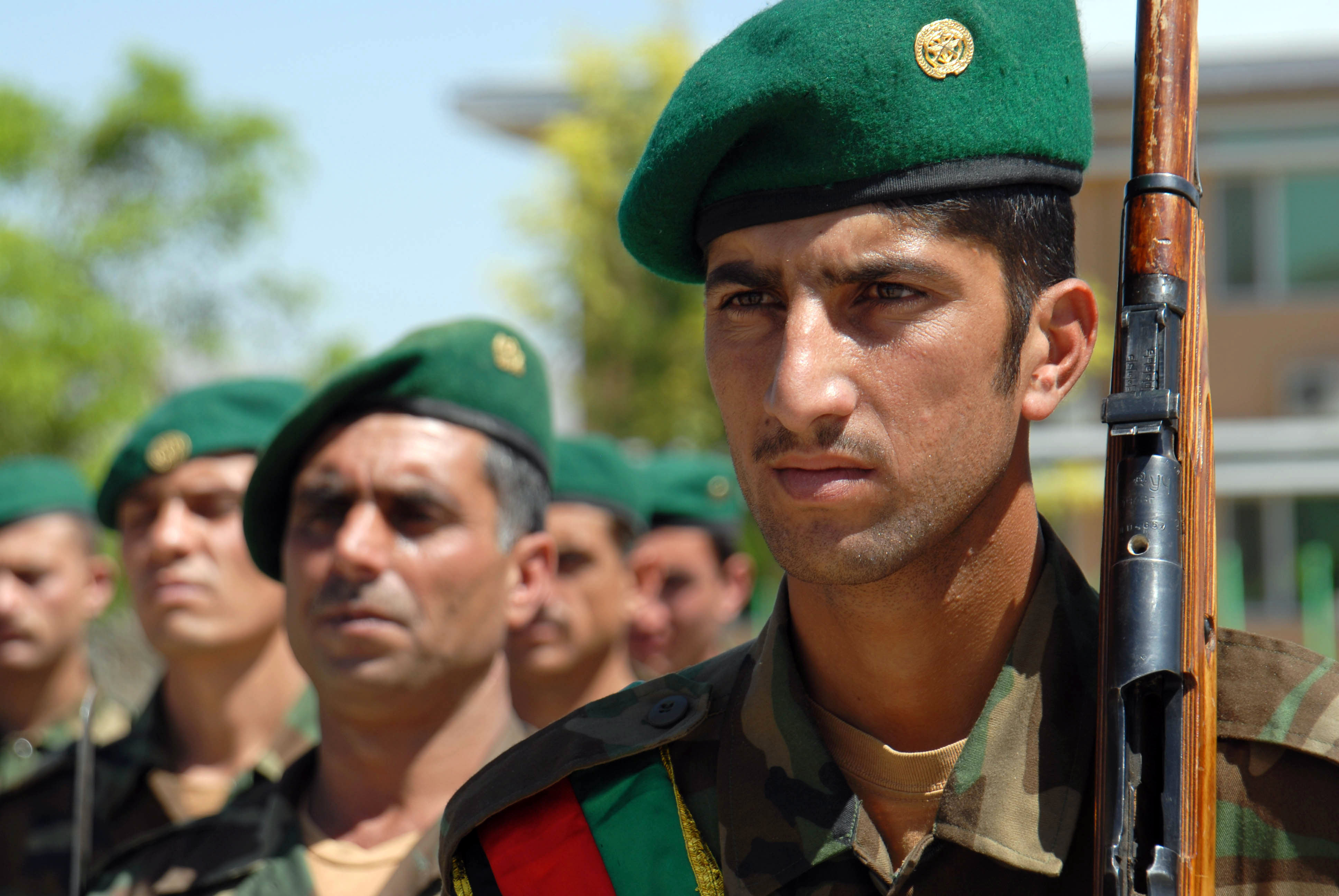
Exemple de la boina militar d'avui: ací, a l'exèrcit afganès

Si deixem a banda el balmoral escocès, present als camps de batalla almenys des del segle xvii, el primer ús militar de la boina fou el que es donà a l'Estat espanyol, en l'exèrcit carlí, a partir de 1833: com que els insurrectes tenien Euskadi com a base principal d'operacions, la peça principal de llur uniforme fou la boina roja, que esdevingué el símbol antonomàstic del moviment.
D'ençà el 1891, al cap de poc de la fundació del cos (1888), la boina és la lligadura característica de les tropes alpines franceses (chasseurs alpins), en un model característic que es coneix col·loquialment com a tarte.
El 1915, en el decurs de la Primera Guerra Mundial, les tropes escoceses adoptaren el tam o' shanter, versió de campanya del balmoral que tenia totes les característiques d'una boina.
Als anys vint, l'exèrcit espanyol fou, probablement, el primer del món a adoptar la boina com a lligadura bàsica per a la tropa, tot i que breument (1926-1930); la boina romandria, però, entre les brigades navarreses.
A les alçades dels anys trenta, la boina era habitual en cossos especials de diversos exèrcits: tanquistes, paracaigudistes, etc. Aquest ús era potenciat, sobretot, per l'exèrcit britànic.
Ja el 1943, en plena Segona Guerra Mundial, l'exèrcit britànic adoptà la boina com a lligadura bàsica de la tropa, en detriment del casquet. També la usaren certes tropes de la República Social Italiana. Entre combatents no exactament uniformats, fou cofada per molts maquis de la Resistència francesa, així com de la italiana.
En la segona postguerra mundial, i sobretot per influència britànica, la boina esdevingué la lligadura característica dels cossos d'elit de bona part dels exèrcits del món (generalment duta amb uniforme mimètic), mentre que la lligadura predomimant del gruix de les tropes era llavors la gorra. En efecte, en aqueix període només una minoria d'exèrcits --començant pel britànic-- tenia la boina com a lligadura bàsica del gruix de les tropes, tot i que aquest ús tendí a expandir-se; n'és exemple paradigmàtic la boina blava duta des del primer moment per les tropes de les Nacions Unides. Així mateix, la boina fou la lligadura característica de multitud de guerrilles anticapitalistes o anticolonialistes del Tercer Món, sobretot durant els anys seixanta i setanta.
A partir dels anys setanta i, encara més, dels vuitanta, sembla que la boina tendeix a substituir la gorra com a lligadura militar bàsica una mica pertot. Això podria deure's al prestigi d'aquesta lligadura, en tant que tradicionalment associada a forces d'elit. La tendència s'aguditzà, encara, als anys noranta, quan un altre element tradicionalment d'elit, l'uniforme mimètic, es generalitzà al gruix dels exèrcits. Ara bé: el recentíssim retorn de l'exèrcit estatunidenc a la gorra en campanya (2011) podria indicar un canvi de cicle. De fet, el predomini actual de la boina és un cas paradigmàtic del pes de la moda en la uniformologia militar: és una lligadura que no protegeix del fred, ni de la calor, ni del sol ni de la pluja, etc., etc.
A diferència de la boina civil tradicional, la boina militar no és exclusivament negra: en general, tendeix a haver-hi una boina bàsica, que acostuma d'ésser o negra o del color de l'uniforme (és a dir, generalment caqui, verd oliva o gris), mentre que cada cos especial duu la boina d'un color distintiu.
Generalment la boina militar es duu arrugada sobre la banda dreta (com en la tradició civil), mentre a l'esquerra va fixat l'emblema estatal o de l'arma o unitat.
El baix de la boina militar duu unes cintes que permeten regular-ne el perímetre. En molts exèrcits és típic deixar penjant els extrems d'aquestes cintes, a la part posterior de la boina, fins al punt que alguns les usen per a indicar arma segons color, o per a combinar els colors de la bandera nacional, etc. L'efecte ha esdevingut un element característic de la marcialitat. Aquesta tradició prové dels paracaigudistes francesos, a partir dels quals s'ha estès a molts estats. L'excepció principal és, paradoxalment, la del gran impulsor de la boina militar, l'exèrcit britànic, en què els extrems de les cintes es corden darrere, de manera que restin invisibles.
Quan no es duu posada la boina, és habitual --però irreglamentari-- plegar-la sobre si mateixa i desar-la en una musclera.